# Hator (deessa)
Hator (o Hathor) (en egipci antic ḥwt-ḥr hauit-haru, lit. ‘casa d'Horus’; en grec antic Ἁθώρ Hathōr; en copte ϩⲁⲑⲱⲣ; en meroític 𐦠𐦴𐦫𐦢 · Atari) és en la mitologia egípcia deessa de l'amor, la joia i la música. Habitualment identificada amb Afrodita i Venus, oferia libacions als morts. El seu culte original es relacionava amb el zel i els cels.

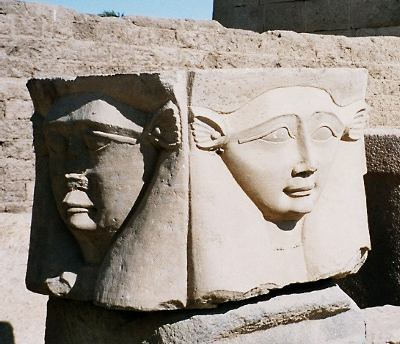
Deessa Hator del temple Dendera d'Egipte.

## Història
Va ésser la mare del déu Horus, encara que algunes fonts suggereixen que hi havia un matrimoni sagrat amb Horus com a part del festival anual a Luxor. Junts van venjar la mort del pare d'Horus, el déu Osiris. També se la considera l'encarnació de la lluna.
Com a deessa de la fertilitat tenia una associació especial amb els naixements reials i era vista simbòlicament com la mare de cada faraó, qui de vegades era representat bevent llet de la deessa Hator en reafirmació del seu dret diví a regir Egipte.

## Funcions
Hator pren moltes formes i apareix representant una gran varietat de papers. L'egiptòleg Robyn Gillam suggereix que aquestes diverses formes van sorgir quan la deessa reial promoguda per la cort de l'Antic Imperi va subsumir moltes deesses locals adorades pel poble en general, que després van ser tractades com a manifestacions d'ella. Els textos egipcis sovint parlen de les manifestacions de la deessa com "Set Hators" o, amb menys freqüència, de moltes més Hators, fins a 362. Per aquests motius, Gillam l'anomena "un tipus de deïtat en lloc d'una única entitat". La diversitat d'Hator reflecteix la gamma de trets que els egipcis associaven amb les deesses. Més que cap altra deïtat, exemplifica la percepció egípcia de la feminitat.

### Deessa celestial
Hator va rebre els epítets "senyora del cel" i "senyora de les estrelles", i es deia que habitava al cel amb Ra i altres deïtats solars. Els egipcis pensaven en el cel com una massa d'aigua per on navegava el déu del sol, i el connectaven amb les aigües de les quals, segons els seus mites de creació, el sol emergia al principi dels temps. Aquesta deessa mare còsmica sovint es representava com una vaca. Hator i Mehet-Weret van ser considerades la vaca de la qual va néixer el déu del sol i el va col·locar entre les seves banyes. Com Nut, es deia que Hator donava llum al déu del sol cada alba.
El nom egipci d'Hator era ḥwt-ḥrw o ḥwt-ḥr. Normalment es tradueix com "la casa d'Horus", però també es pot traduir com "casa meva és el cel". El déu falcó Horus representava, entre altres coses, el sol i el cel. La "casa" a la qual es fa referència pot ser el cel on viu Horus, o el ventre de la deessa del qual neix cada dia ell, com a déu del sol.

### Deessa solar
Hator és una deïtat solar, una contrapart femenina dels déus solars Horus i Ra, i era membre del seguici diví que acompanyava Ra mentre navegava pel cel amb la seva bricbarca. Se l'anomenava comunament "la daurada", fent referència a la resplendor del sol, i els textos del seu temple a Dendera diuen que "els seus raigs il·luminen tota la terra". De vegades es fusiona amb una altra deessa, Nebethetepet, el nom de la qual pot significar "Dama de l'Ofrena", "Dama de la satisfacció", o "Dama de la Vulva". Al centre de culte de Ra d'Heliopolis, Hator-Nebethetepet era adorat com la seva consort, i l'egiptòleg Rudolf Anthes va argumentar que el nom d'Hator es referia a una mítica "casa d'Horus" a Heliópolis que estava connectada amb la ideologia de la reialesa.
Va ser una de les moltes deesses que va prendre el paper de l'ull de Ra, una personificació femenina del disc del sol i una extensió del propi poder de Ra. De vegades, Ra va ser retratada dins del disc, cosa que Troia interpreta com a significat que la deessa dels ulls es pensava com un ventre, del qual va néixer el déu del sol. Els papers aparentment contradictoris d'Hator com a mare, dona i filla de Ra reflectien el cicle diari del sol. A la posta de sol el déu va entrar al cos de la deessa del cel, la va embarassar i va engendrar les divinitats nascudes del seu ventre a la sortida del sol: ell i la deessa dels ulls, que més tard el donaria a llum. Ra va donar lloc a la seva filla, la deessa dels ulls, que al seu torn va donar lloc a ell, el seu fill, en un cicle de regeneració constant.
L'Ull de Ra protegia el déu del sol dels seus enemics i sovint es representava com un uraeus, o cobra criant, o com una lleona. Es deia que una forma de l'ull de Ra coneguda com "Hator de les quatre cares", representada per un conjunt de quatre cobras, s'enfrontava en cadascuna de les direccions cardinals per vigilar les amenaces al déu del sol. Un grup de mites, coneguts des de l'Imperi Nou (c. 1550–1070 aC) en endavant, descriuen què passa quan la deessa Ull s'ensorra sense control. En el text funerari conegut com el Llibre de la Vaca Celestial, Ra envia a Hator com a Ull de Ra per castigar els humans per planejar la rebel·lió contra el seu govern. Es converteix en la deessa lleona Sekhmet i massacra els humans rebels, però Ra decideix evitar que mati tota la humanitat. Ordena que la cervesa sigui tenyida de vermell i s'aboqui per la terra. La deessa Ull beu la cervesa, confonent-la amb sang, i en el seu estat d'embriaguesa torna a ser la benigne i bella Hator. Relacionat amb aquesta història hi ha el mite de la Deessa llunyana, dels períodes tardà i ptolemaic. La deessa Ull, de vegades en forma d'Hator, es rebel·la contra el control de Ra i s'ensorra lliurement en una terra estrangera: Líbia a l'oest d'Egipte o Núbia al sud. Debilitat per la pèrdua del seu Ull, Ra envia un altre déu, com Thoth, per portar-la de tornada a ell. Un cop pacificada, la deessa torna a convertir-se en la consort del déu del sol o del déu que la torna. Els dos aspectes de la deessa Ull -violenta i perillosa enfront de bella i alegre- reflectien la creença egípcia que les dones, com diu l'egiptòleg Carolyn Graves-Brown, "englobaven les passions extremes de la fúria i l'amor".

### Deessa de la música, la dansa i l'alegria

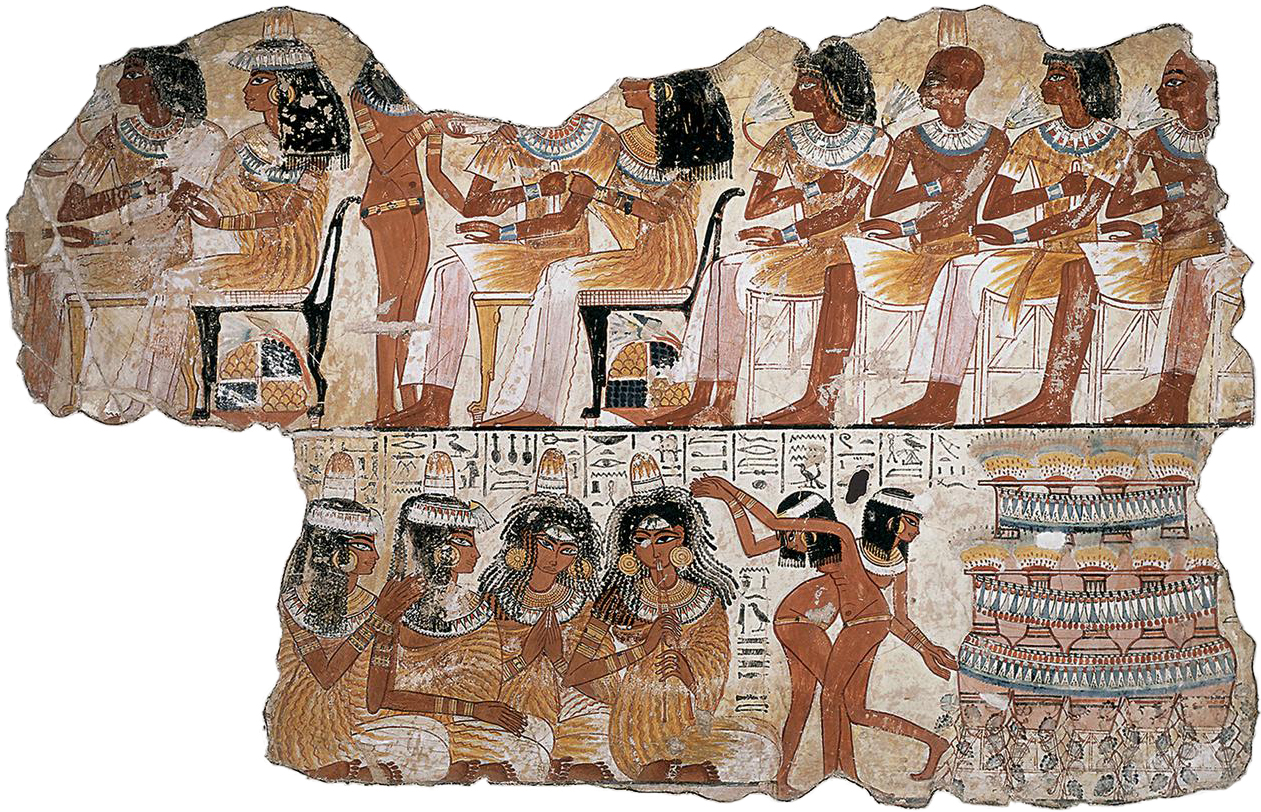
Escena del banquet de la capella de la tomba de Nebamun, segle XIV aC. La imatgeria de música i dansa al·ludeix a Hator.

La religió egípcia celebrava els plaers sensorials de la vida, que es creia que es trobaven entre els regals dels déus a la humanitat. Els egipcis menjaven, bevien, ballaven i tocaven música durant les festivitats religioses. Perfumaven l'aire amb flors i encens. Molts dels epítets d'Hator la relacionen amb la celebració i l'anomenen mestressa de la música, la dansa, les garlandes, la mirra i l'embriaguesa. En himnes i relleus del temple, els músics toquen panderetes, arpes, lires i sistres en honor seu. Aquest últim és un instrument semblant a un sonall que era particularment important en el culte d'Hator, ja que tenia connotacions eròtiques i, per extensió, al·ludia a la creació d'una nova vida.
Aquests aspectes d'Hator estaven relacionats amb el mite de l'Ull de Ra. L'ull va ser pacificat per la cervesa a la història de la destrucció de la humanitat. En algunes versions del mite de la deessa llunyana, la salvatge de l'ull errant va disminuir quan es va apaivagar amb productes de la civilització com la música, la dansa i el vi. L'aigua de la inundació anual del Nil, de color vermell pel sediment, es va comparar amb el vi i amb la cervesa tenyida de vermell a la destrucció de la humanitat. Per tant, els festivals durant la inundació incorporaven beguda, música i dansa com a forma d'apaivagar la deessa que tornava. Un text del Temple d'Edfu diu d'Hator, "els déus li toquen el sistre, les deesses ballen per ella per dissipar el seu mal humor". Un himne a la deessa Raet-Tawy com una forma d'Hator al temple de Medamud descriu el Festival de l'Ebrietat (Festival Tekh) com a part del seu mític retorn a Egipte. Les dones porten rams de flors, els festers borratxos toquen la bateria i la gent i els animals de països estrangers ballen per ella mentre entra a l'estand del festival del temple. El soroll de la celebració allunya els poders hostils i assegura que la deessa romandrà en la seva forma alegre mentre espera el déu masculí del temple, la seva consort mitològica Montu, el fill del qual donarà a llum.

### Deessa de la sexualitat, la bellesa i l'amor
En alguns mites genèsics apareix representada com una de les figures que va ajudar en la creació del món. Sovint és representada com la mà del déu Atum, que va crear el món ejaculant en una sessió masturbativa, de la qual varen sortir Shu i Tefnut, que van poblar la terra. Aquesta mateixa figura surt tant representada per Hator com per Nebethetepet o Iusaaset. En un mite de l'època Ptolemaica (332-30 a.C.), es representa la creació del món com un coit d'Hator amb el deu Khonsu.
Hator apareix en múltiples pintures com a consort de diversos déus, el més prominent dels quals Ra, i encara que la consort del déu Amun era normalment la deessa Mut, en contextos relacionats amb la fertilitat o el sexe, el déu apareix amb Hator o Isis. En els períodes tardans, les figures d'Hator de Dendera i d'Horus d'Edfu eren considerades marit i muller i en diverses versions del mite de la deessa distant, Hator-Raettawy apareix com a consort de Montu i Hator-Tefnut com de Shu.
El caire sexual de la deessa Hator també apareix en algunes històries curtes, com ara en un fragment de la Rondalla del Pastor, conservada del període mitjà, en la qual un pastor es troba amb una deessa peluda i de cos animal un dia i, l'endemà, amb una dona nua. Hi ha egiptòlegs que consideren aquesta dicotomia com una característica d'Hator, la qual en ocasions pot aparèixer salvatge i perillosa, mentre que en d'altres, benigna i, fins i tot, eròtica. Thomas Schneider interpreta que el text implica algun tipus d'acció del pastor envers la deessa, que l'ha pacificada.
Hator se la lloa també pels cabells, que en la literatura egípcia aparèixen al·ludits de manera indirecta com a símbol del seu atractiu físic. La pèrdua dels cabells, com es creu que al·ludia un mite citat, però no conservat, representaria una pèrdua semblant en significància a la de l'ull diví d'Horus o a la dels testicles de Set.
Addicionalment, se l'acompanyava sovint amb l'epítet de "senyoreta de l'amor", tot fent referència a l'aspecte sexual. En un recull de poemes del Papir Chester Beatty I, de la XXa dinastia (1189-1077 a.C.), tant homes com dones preguen a Hator perquè els enviï una parella amorosa.

## Representacions
Es representava amb el disc solar i la cornamenta de vaca i el seu atribut era el sistre que li servia per a allunyar les influències malignes. Hator apareixia representada en diferents formes, de figura humana, de vaca, com a deessa de la fertilitat, de lleona, quan representava a Sekhmet, de serp i fins i tot d'arbre de sicòmor.
Hi ha teories que defensen que el vedell d'or esmentat en la Bíblia podria ser una imatge del culte a Hator (Èxode 32:4-6).
Noms alternatius: Hator, Hwt-Hert, Het-Heru, Het-hert.

### Iconografia

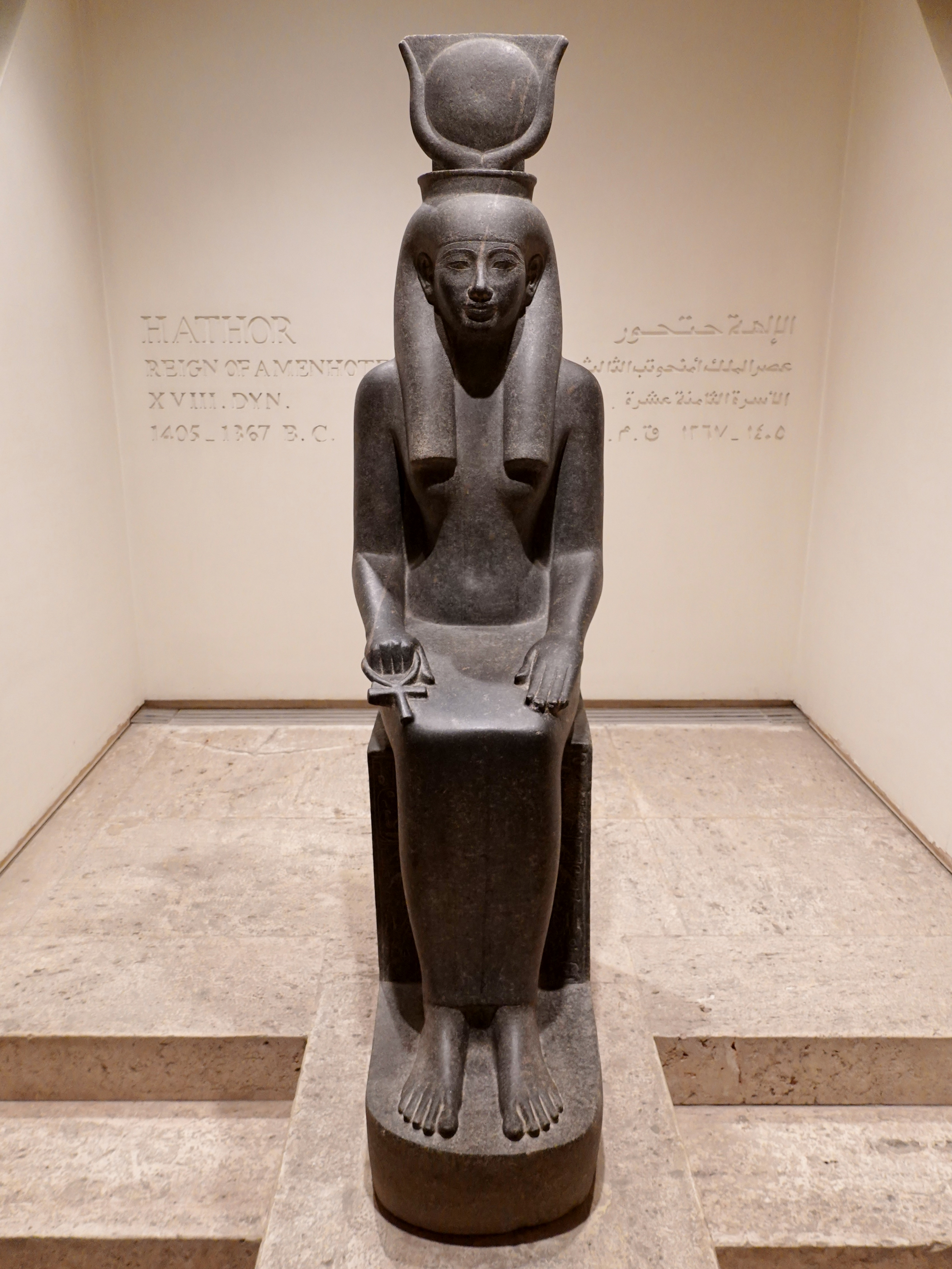
Estàtua d'Hator, segle xiv aC
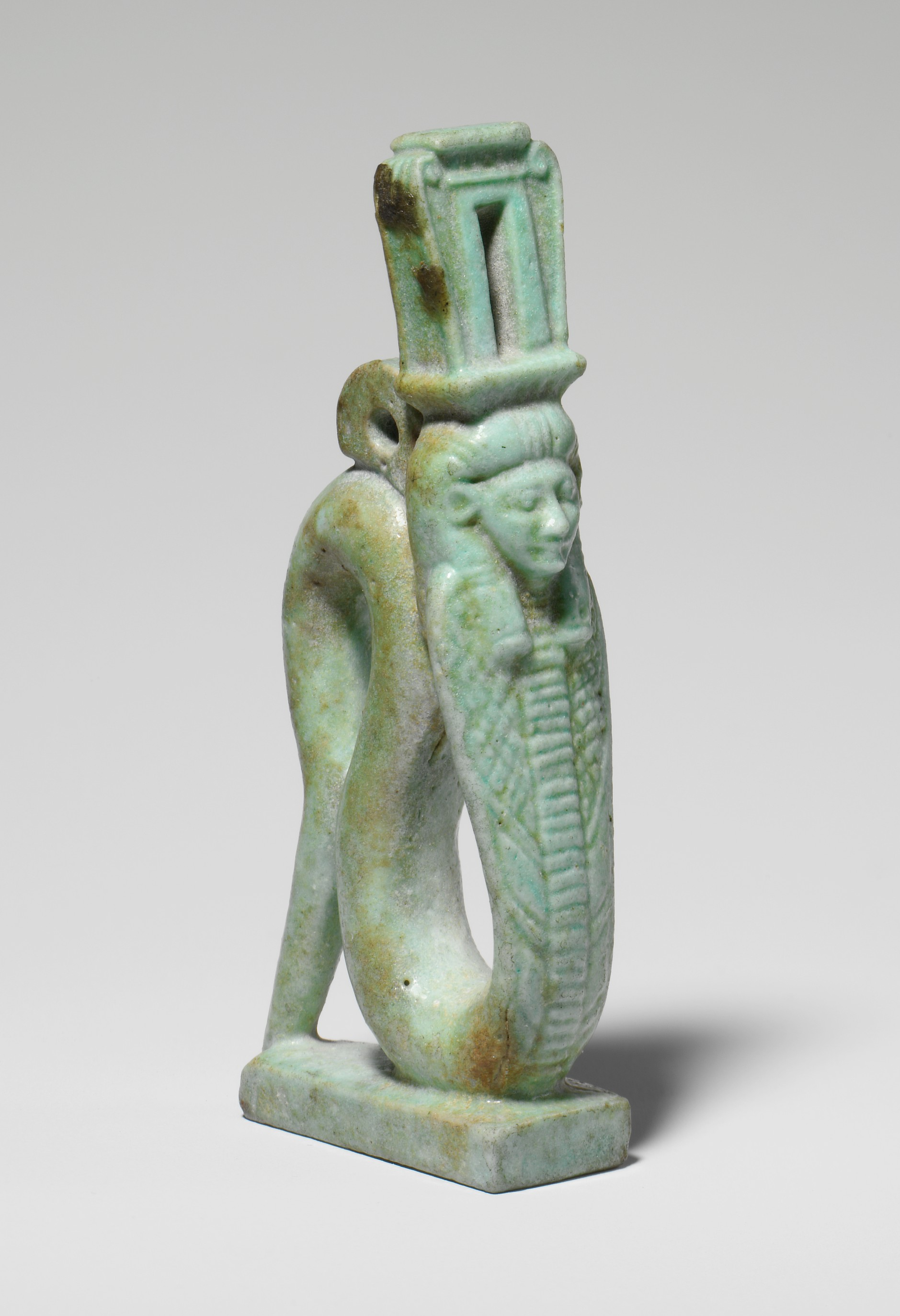
Amulet d'Hathor representat com un ureu que porta un tocat amb el jeroglífic | O21 | naos, de principis a mitjans del primer mil·lenni aC
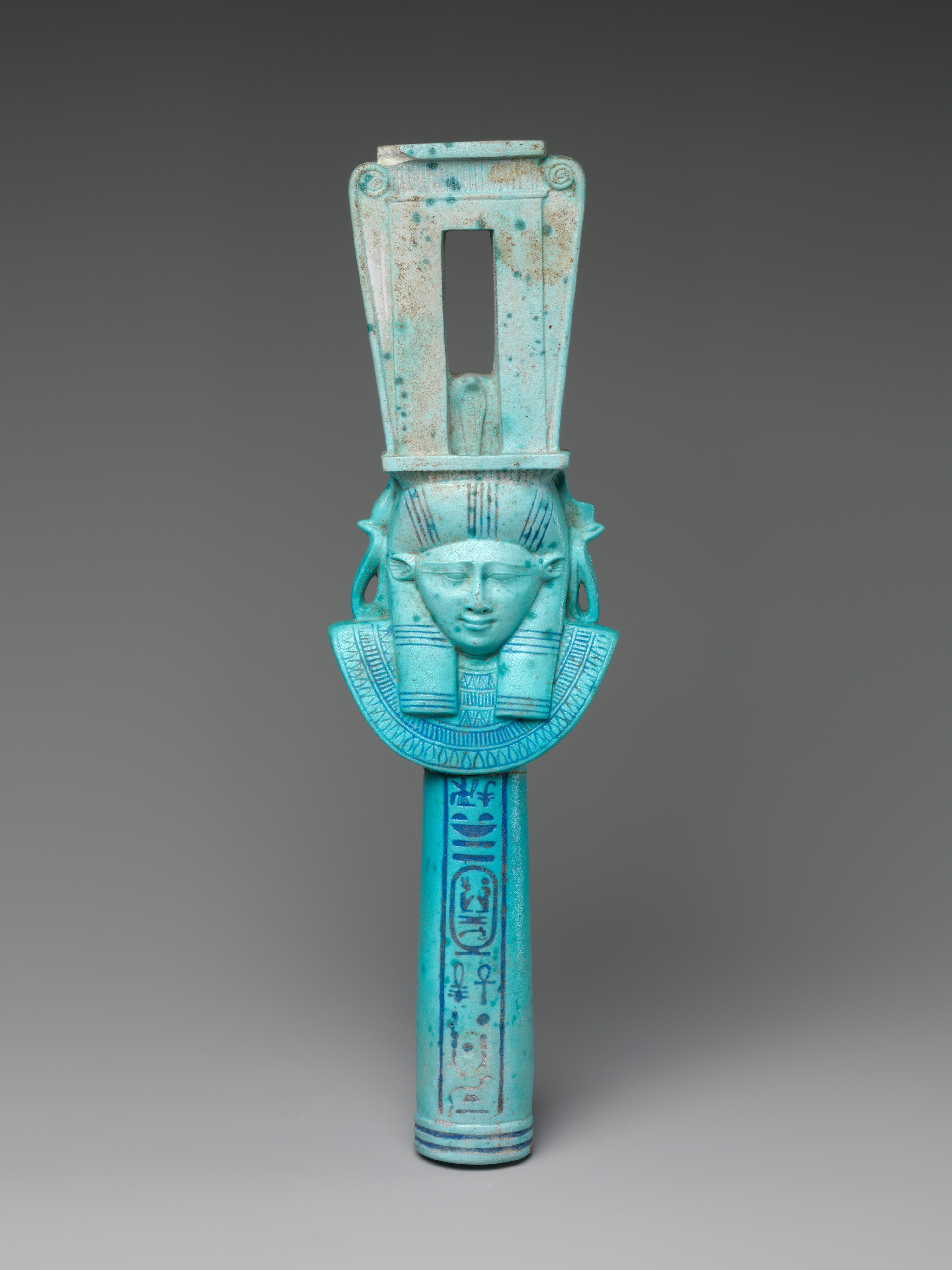
Sistre amb la cara d'Hator, 305–282 aC
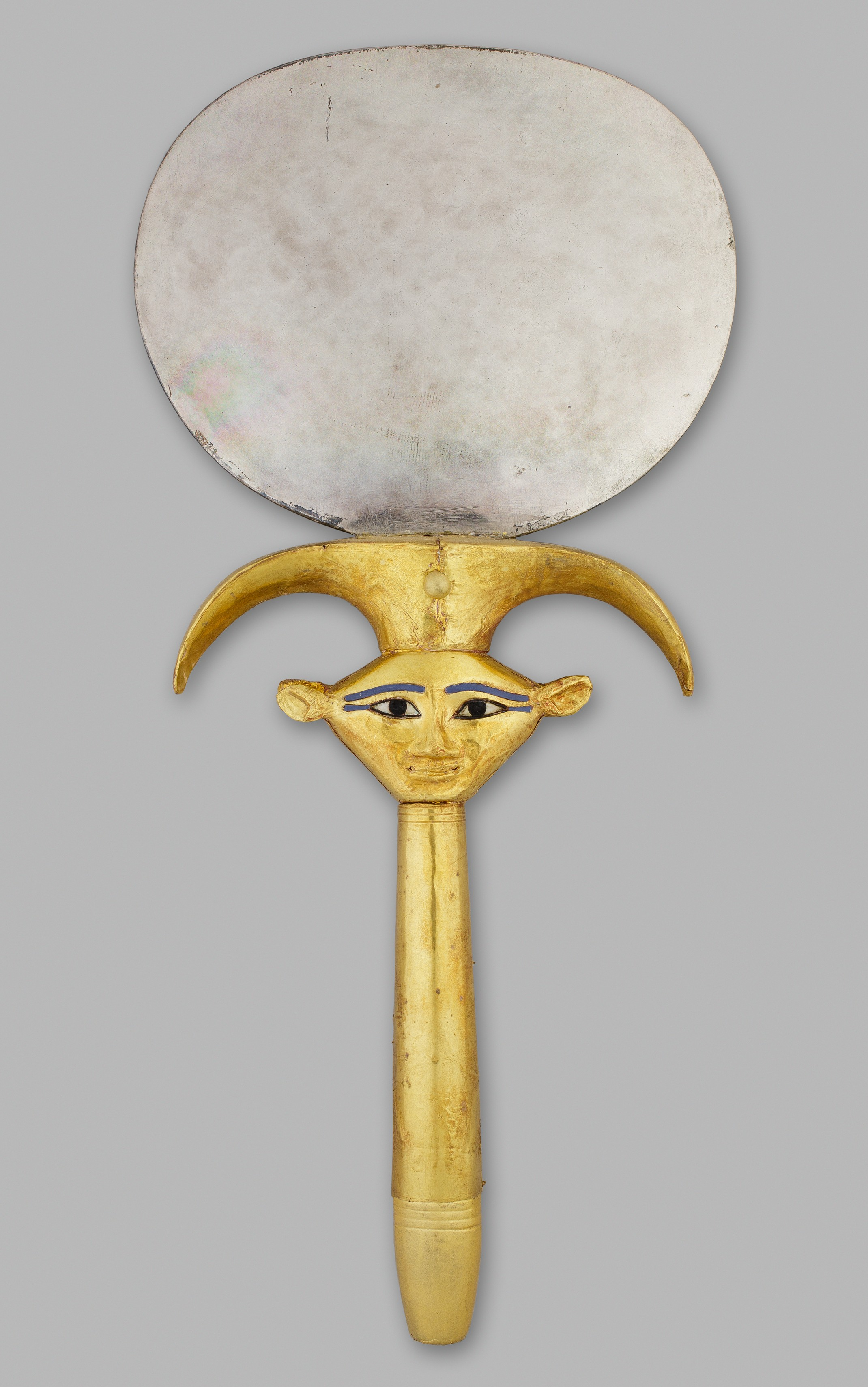
Mirall amb una cara d'Hator al mànec, segle xv aC
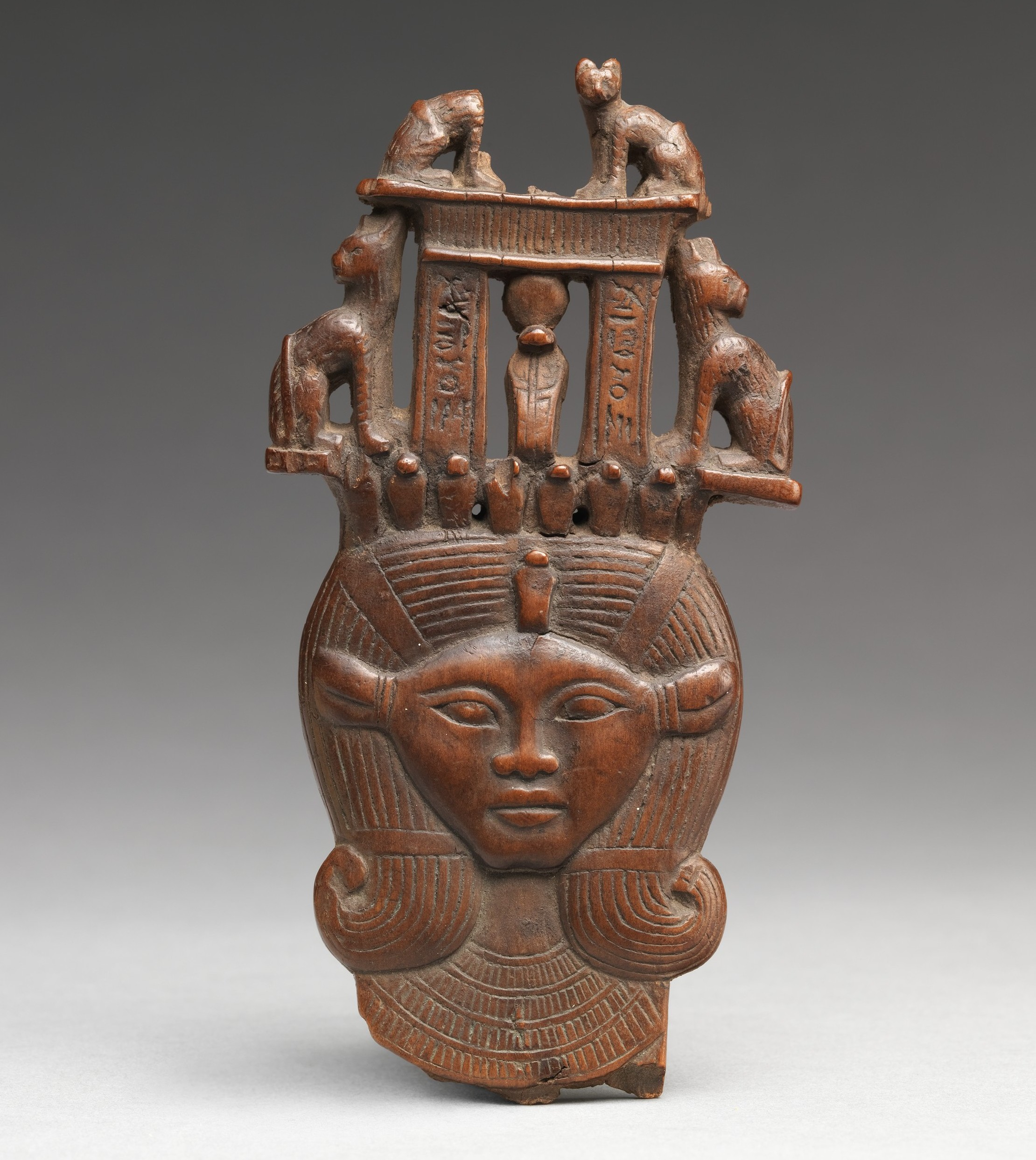
Bust d'Hathor amb gats al tocat, des d'un batec, finals del II a principis del I mil·lenni aC
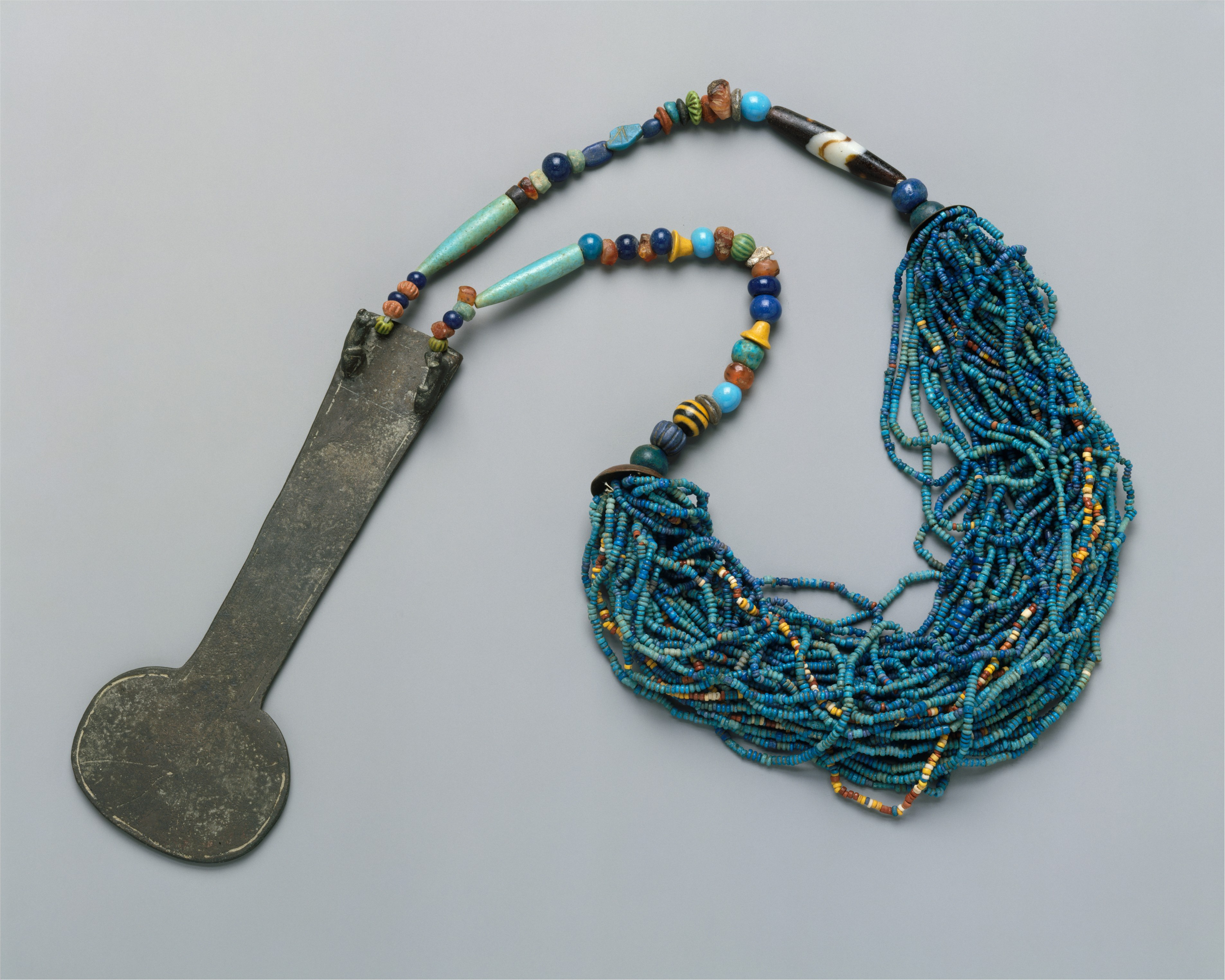
El menat de Malkkata, un collaret del segle xiv aC
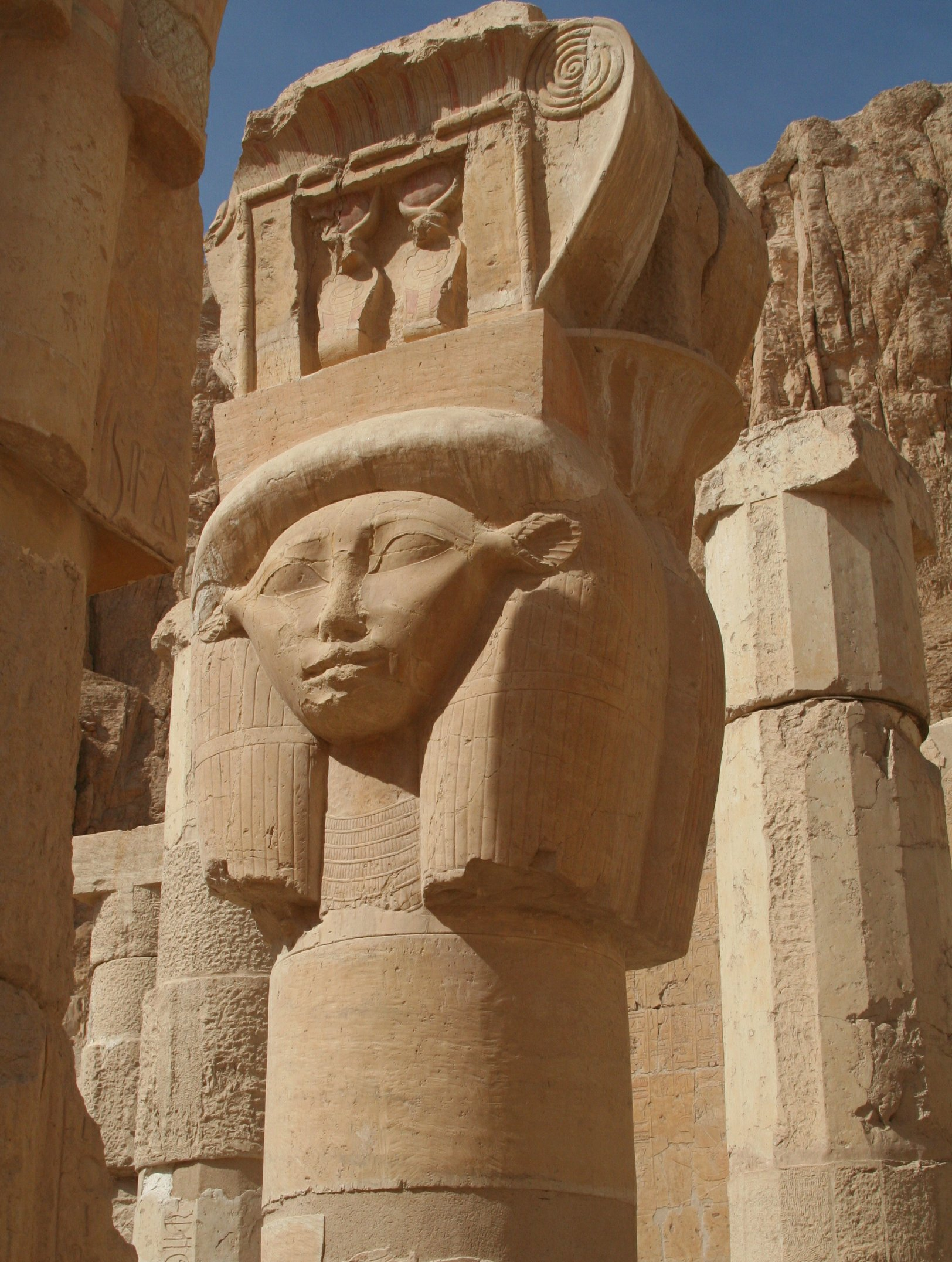
Capitell amb els trets de Hator al Temple de Hatshepsut, segle xv aC